# Holubova letka
Holubova letka (nebo též Holubí letka, holubovci, či holubi) je označení pro skupinu lidí v důchodovém věku rekrutujících se zejména z řad bývalých novinářů nebo neúspěšných umělců, kteří obcházejí tiskové konference, veletrhy a obdobné společenské akce za účelem konzumace zde nabízeného občerstvení a získání propagačních předmětů.

## Členové
Jde o neformální společenství několika desítek osob, zejména bývalých novinářů pracujících v zaniklých socialistických, odborářských, armádních a jiných tiskovinách, jejich manželek, pracovníků propagace, atd. Tradice byla v roce 1990 založena Miroslavem Holubem, bývalým redaktorem časopisu Zemědělec, který ani po zániku svého média nepřestával navštěvovat tiskové konference a podobné akce kvůli konzumaci občerstvení. Postupně se k němu přidali další lidé, až se skupina rozrostla na několik desítek osob. Postupem času se tento fenomén rozšířil i do dalších měst a došlo alespoň částečně ke generační obměně. Proto lze v pozdějších článcích tento termín najít jako obecné označení lidí, kteří navštěvují různé akce za účelem bezplatné konzumace. Členové Holubovy letky jsou zpravidla senioři, popisovaní jako lidé nedbalého zevnějšku a často hrubého vystupování neváhající kritizovat množství či kvalitu jídla a obsluhy, apod.
Postupně se začal tento termín používat obecně, na všechny organizované i neorganizované skupiny lidí, navštěvující tiskové konference resp. předváděcí akce.

## Princip fungování
Skupina původně sháněla termíny tiskových konferencí na nástěnce v budově ČTK. S rozvojem internetu začali získávat informace od spřátelených kontaktů v různých redakcích a následně si přímo na navštívených akcích vyměňovat termíny konaných akcí ve svých diářích. Členové Holubovy letky zpravidla navštíví několik zcela nesouvisejících tiskových konferencí za den, vrhnou se jako první na nabízené jídlo a co nemohou sníst na místě, odnášejí v taškách. Terčem jejich zájmu jsou také připravené tašky pro novináře, a to nikoliv kvůli tiskovým zprávám, nýbrž možnosti zdarma získat propisovačky, flash disky, trička a podobný reklamní sortiment. Pořadatelé se snaží jejich přítomnost eliminovat cíleným zasíláním pozvánek a lustrací příchozích, ale jen s částečným úspěchem.